# 天鹊-12
天鹊-12（TQ-12）為中國民营航天企业蓝箭航天研發的液氧甲烷火箭发动机。发动机采用燃气发生器循环，海平面推力达67吨，真空推力达80吨，研制工作于2017年启动。
蓝箭航天為了“朱雀”全系列火箭家族研發此發動機，实现从10吨级到百吨级升空能力，2019年5月18日地面试车完成。

近年國際航太界紛紛投入甲烷火箭发动机的研发（例如海平面推力為311噸的猛禽火箭發動機），由于燃燒煤油會產生煤灰，在引擎表面累積焦炭殘留物造成阻塞，並妨礙重複使用。對於可重複使用航天器的研發甲烷做燃料至關重要，且在一些外星球上大氣層中可以提煉甲烷，對於在外星補充燃料成為可能。同時甲烷比衝量較高，有可能提供多一倍以上的的推力，製造更大運載量的火箭。

试车中的天鹊-12发动机
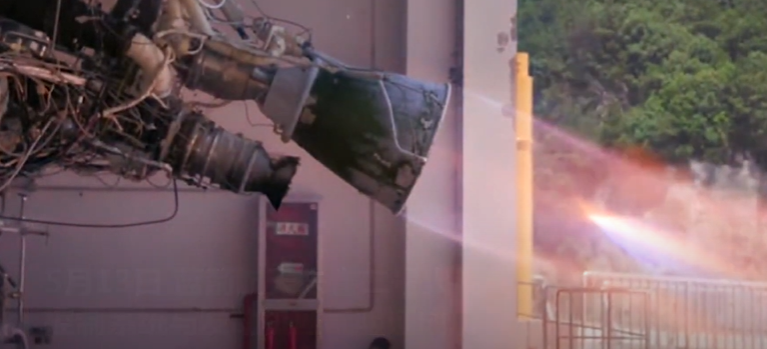
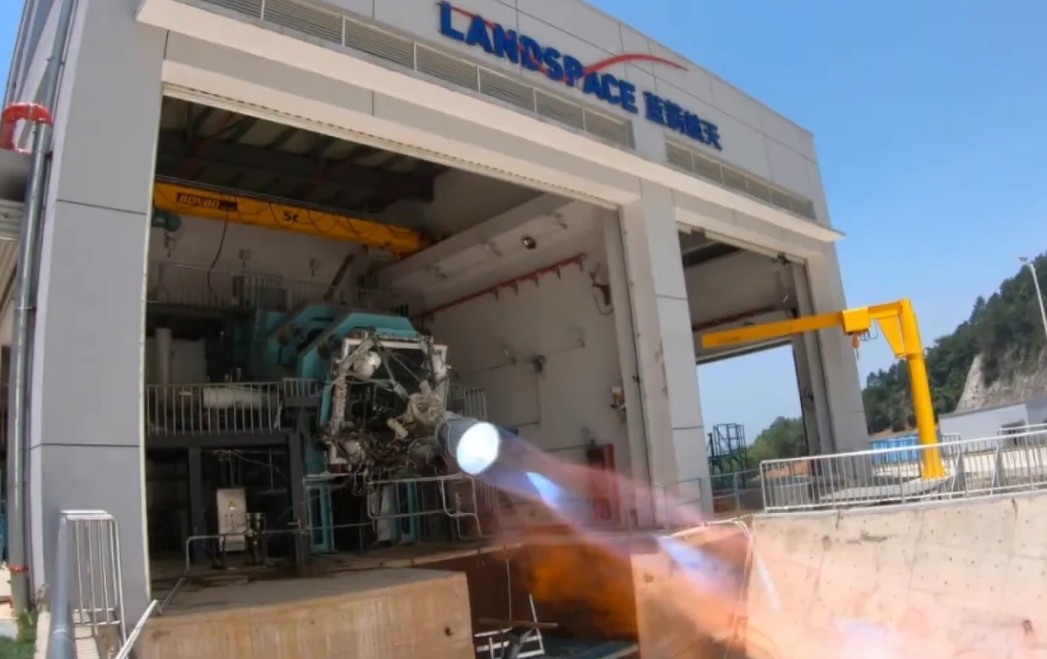